# Teoría del cisne negro

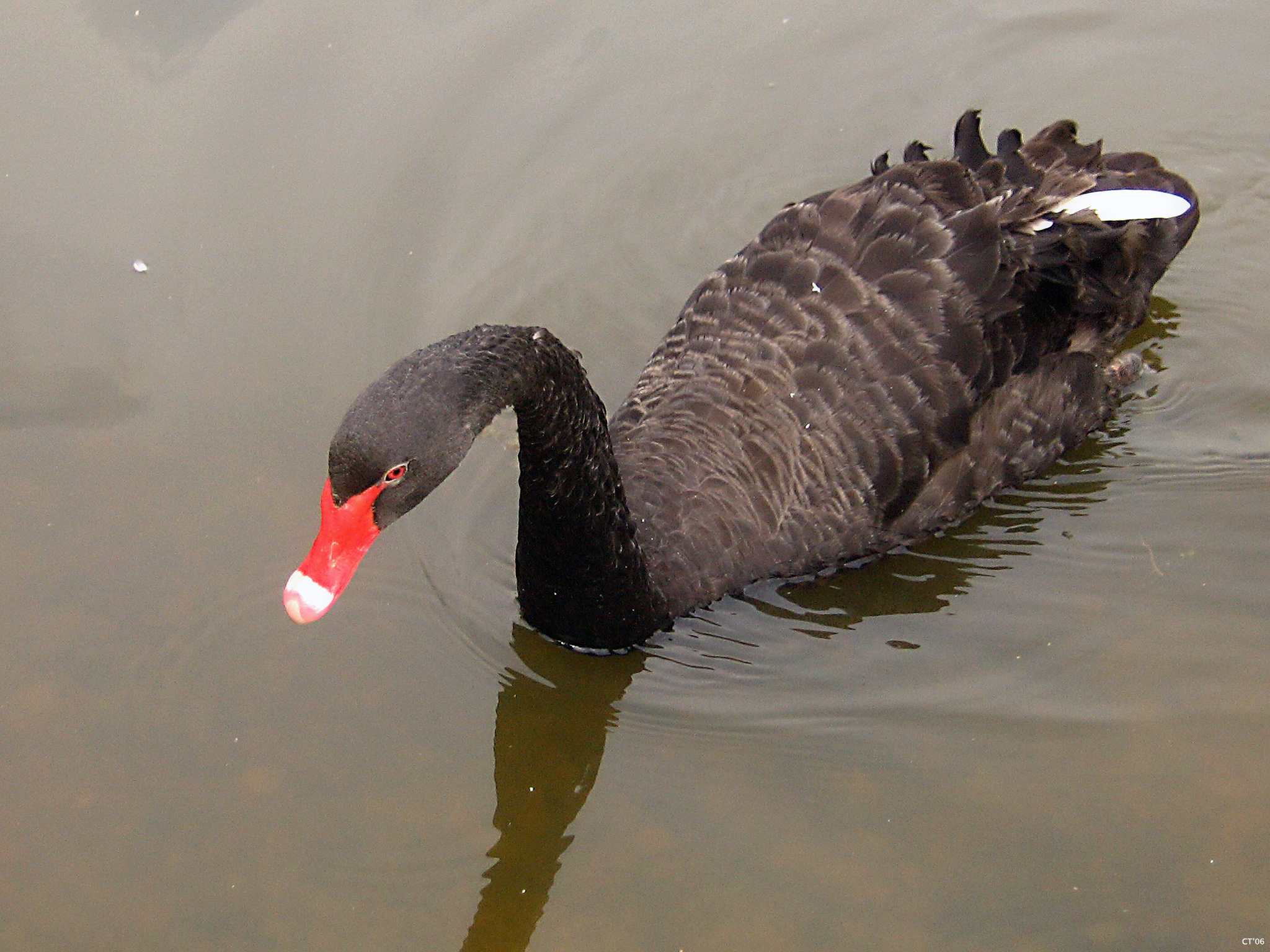
Un cisne de la especie Cygnus atratus, desconocido en Occidente hasta el siglo xviii.

La teoría del cisne negro o teoría de los sucesos del cisne negro es una metáfora que describe un suceso sorpresivo (para el observador), de gran impacto y que, una vez pasado el hecho, se racionaliza por retrospección (haciendo que parezca predecible o explicable, y dando impresión de que se esperaba que ocurriera). Fue desarrollada por el filósofo e investigador libanés Nassim Taleb. Ejemplos de «cisnes negros» pueden ser: el inicio de la Primera Guerra Mundial, la gripe de 1918 o los atentados del 11 de septiembre de 2001. 
En relación con la pandemia de coronavirus de 2020 algunos la han llamado un «cisne negro». Sobre esto a principios de 2020 el propio Nassim Taleb indicó que él no calificaría la pandemia como un «cisne negro». Pero en enero de 2021 aclaró que un fenómeno de este tipo tiene dos partes:
1. Un grupo de personas que está enterada de que un determinado escenario es posible, siendo entonces la situación conocida y por ende un «cisne blanco».
2. Pero existe un segundo grupo que genuinamente no están al tanto de que este fenómeno es posible, ni está preparado para sus consecuencias. Por lo que en este caso efectivamente la situación es vivida como un «cisne negro».

De esta forma Nassim Taleb reconoce que la pandemia sí que podría denominarse «cisne negro», al menos para un grupo de personas.
Otros analistas no califican a la pandemia por coronavirus como «cisne negro» sino como «rinoceronte gris» porque era un escenario predecible.

## El problema del cisne negro
El problema del cisne negro implica:
- El desproporcionado papel de alto impacto, difícil de predecir, y los sucesos extraños que están fuera del ámbito de las expectativas normales de la historia, la ciencia, las finanzas y la tecnología.

- La no computabilidad de la probabilidad de los sucesos raros consecuenciales utilizando métodos científicos (debido a la naturaleza misma de las probabilidades pequeñas).

- Los sesgos psicológicos que hacen a las personas individual y colectivamente ciegas a la incertidumbre e inconscientes a la naturaleza masiva del suceso extraño en los asuntos históricos.

A diferencia del problema filosófico anterior del cisne negro, la teoría del cisne negro se refiere solo a los sucesos inesperados de gran magnitud, consecuencia y su papel dominante en la historia. Estos hechos, considerados atípicos extremos, colectivamente juegan un papel más fundamental que los sucesos regulares.

## Antecedentes
Los sucesos tipo cisne negro fueron descritos por Nassim Nicholas Taleb en su libro de 2007 (revisado y completado en 2010) El cisne negro. Taleb se refiere a casi todos los grandes descubrimientos científicos, hechos históricos y logros artísticos como cisnes negros —sin dirección e inesperados. Señala como ejemplos de sucesos cisne negro: Internet, la computadora personal, la Primera Guerra Mundial y los atentados del 11 de septiembre de 2001.
La locución «cisne negro» fue una expresión latina, cuya referencia conocida más antigua proviene de la descripción de algo que hizo el poeta Juvenal, que es: rara avis in terris nigroque simillima cygno (6.165), cuya traducción en español significa «un ave rara en la tierra, y muy parecida a un cisne negro». Cuando la frase fue acuñada, se presumía que el cisne negro nunca existió. La importancia del símil radica en su analogía con la fragilidad de cualquier sistema de pensamiento.
La frase de Juvenal era una expresión común en el Londres del siglo xvi como una declaración de imposibilidad. La expresión de Londres deriva de la presunción del Viejo Mundo de que todos los cisnes deben ser blancos, porque todos los registros históricos de los cisnes informaron que tenían plumas blancas. En ese contexto, un cisne negro era imposible o por lo menos inexistente. Después de que una expedición holandesa, dirigida por el explorador Willem de Vlamingh en el río Swan, en 1697, descubrió cisnes negros en Australia Occidental, el término se transformó para denotar que una imposibilidad percibida podría ser refutada más tarde. Taleb señala que en el siglo xix John Stuart Mill utilizó la falacia lógica del cisne negro como un nuevo término para identificar la falsificación.
En concreto, afirma Taleb en The New York Times:

Lo que aquí llamamos un "cisne negro" es un suceso con los tres atributos siguientes: En primer lugar, es un caso atípico, ya que se encuentra fuera del ámbito de las expectativas regulares, porque no hay nada en el pasado que puede apuntar de manera convincente a su posibilidad. En segundo lugar, conlleva a un impacto extremo. En tercer lugar, a pesar de su condición de rareza, la naturaleza humana nos hace inventar explicaciones de su presencia después de los hechos, por lo que es explicable y predecible.
 Me detengo y resumo el triplete: rareza, impacto extremo y retrospectiva (aunque no prospectiva). Una pequeña cantidad de "cisnes negros" explica casi todo en nuestro mundo, desde el éxito de las ideas y las religiones, a la dinámica de los acontecimientos históricos, hasta los elementos de nuestra vida personal.

## Identificación de un suceso de cisne negro
Basado en los criterios del autor:
- El suceso es una sorpresa (para el observador).
- El suceso tiene un gran impacto.
- Después de su primer registro, el suceso se racionaliza en retrospectiva, como si pudiera haber sido esperado (por ejemplo, los datos pertinentes estaban disponibles, pero no se contabilizaron).

## Hacer frente a los sucesos cisne negro
La idea principal en el libro de Taleb no es tratar de predecir sucesos cisne negro, sino construir robustez frente a las actitudes negativas que se producen y poder aprovechar las positivas. Taleb sostiene que los bancos y empresas comerciales son muy vulnerables a sucesos cisne negro peligrosos y están expuestos a pérdidas superiores a las pronosticadas por los modelos estadísticos y matemáticos, que él considera defectuosos.

## Enfoque epistemológico
El cisne negro de Taleb es diferente de las versiones filosóficas del problema, específicamente en la epistemología, ya que se trata de un fenómeno con propiedades específicas, empíricos y estadísticas que él llama el "cuarto cuadrante".
Taleb señala que otras distribuciones no se pueden utilizar con precisión, pero a menudo son más descriptivas, como los fractales, las leyes de potencias o la distribución escalable; y que el conocimiento de estas podría ayudar a moderar las expectativas.
Más allá de esto, se hace hincapié en que muchos acontecimientos simplemente no tienen precedentes, socavando la base de este tipo de razonamiento completo.
Taleb también aboga por el uso del razonamiento contrafáctico al evaluar el riesgo.